# Eduard Frühwirth
Edmund „Edi“ Frühwirth (* 17. November 1908 in Wien; † 23. Februar 1973) war ein österreichischer Fußballspieler und -trainer. Als Trainer gelang ihm mit dem FK Austria Wien der Gewinn der österreichischen Meisterschaft sowie des österreichischen Pokals; in Deutschland gewann er mit dem FC Schalke 04 im Jahre der Fußball-Weltmeisterschaft 1958 die deutsche Fußballmeisterschaft. Edi Frühwirth trainierte zudem vier Jahre lang die österreichische Fußballnationalmannschaft.

## Karriereverlauf

### In Österreich
Als Spieler verwirklichte Edi Frühwirth, anders als danach auf der Trainerbank, nur bescheidene Ziele. Er begann beim Erstligisten Rapid Wien; für die Hütteldorfer absolvierte er nur ein einziges Spiel als Läufer am 11. Dezember 1927 gegen den Wiener Sportclub, welches die Grün-Weißen 5:2 gewinnen konnten. In der Folgezeit spielt er in den Jahren 1930 und 1931 beim Wiener AC, anschließend bis 1934 bei FS Elektra Wien sowie in den Jahren 1934 bis 1936 bei FC Libertas Wien, ohne größere Erfolge zu feiern. Im Jahre 1936 wechselt Edi Frühwirth schließlich zum Floridsdorfer AC, wo er nach seiner letzten Saison als Spieler 1940 seine Trainer-Karriere begann.
Edi Frühwirth arbeitete als einer der ersten in Österreich genaue Tagestrainingspläne aus. Als er später Trainer der Wiener Austria geworden war, drückte er jedem Spieler einen Zettel mit genauen Anweisungen in die Hand. Frühwirth wurde ob dieser Praktiken oft belächelt, der Erfolg gab ihm jedoch Recht. Frühwirth galt als Verfechter genauer Deckungsarbeit, raumgreifender Spielweise und vor allem großen konditionellen Einsatzes. Er war als Trainer so etwas wie ein „Revoluzzer“ in Fußball-Österreich und sagte der auf die totale Offensive ausgerichteten „Wiener Schule“ schon nach Kriegsende ihren Untergang voraus – eine Anschauungsweise, für die er in den späten 1940er Jahren in Österreich von seinen Trainerkollegen gescholten wurde. Als er 1952 bei seinem Verein SC Wacker Wien, den er von 1947 bis 1954 trainierte, erstmals auf das WM-System umstellte und zwei Flügelstürmer zu Verteidigern umfunktionierte, wurde er in Österreich als Totengräber des Fußballs und speziell der „Wiener Schule“ bezeichnet. Der Verzicht auf einen offensiven Mittelläufer zu Gunsten eines defensiven Stoppers und damit den Mittelpunkt der Defensive fiel den alten Anhängern des aus den 1920er Jahren stammenden „Scheiberlspiels“ sehr schwer.
Da er bereits im Jahre 1948 sechs Monate für den ÖFB tätig war, trug man ihm zusammen mit Hans Pesser und Josef Molzer für die Dauer der Fußball-Weltmeisterschaft 1954 in der Schweiz die Co-Trainer-Stelle zur Unterstützung des österreichischen Nationaltrainers Walter Nausch an. Das Erreichen des dritten Platzes der Elf gegen den Titelverteidiger Uruguay wurde auch im Lande des neuen Weltmeisters registriert. „Edi“ Frühwirth wurde zur Runde 1954/55 Trainer der „Knappen“, er übernahm den FC Schalke 04 in der Oberliga West.

### FC Schalke 04
In der ersten Runde in Schalke zog Frühwirth in das DFB-Pokalfinale am 21. Mai 1955 in Braunschweig gegen den Karlsruher SC ein, in der Oberliga landete er auf Platz fünf. In der zweiten Saison qualifizierte er sich mit „Königsblau“ für die Endrunde. Nur wegen des schlechteren Torquotienten erreichte die Mannschaft von Frühwirth nicht das Endspiel. Auch in der dritten Saison gehörte sein Team zur Spitze im Westen. Die gelungene Heranführung der Spieler Borutta, Siebert, Koslowski, Karnhof, Kördel, Kreuz und Soya in die Stammformation sollte sich dann im vierten Jahr seiner akribischen Trainertätigkeit entscheidend auszahlen. Zuerst gelang der Titelgewinn in der Oberliga West in der Runde 1957/58. In der Endrunde distanzierte die Truppe um Bernhard Klodt mit 16:1 Toren und 6:0 Punkten die Konkurrenz von Eintracht Braunschweig, Tennis Borussia Berlin und dem Karlsruher SC. Auch im Finale der Deutschen Fußball-Meisterschaft am 18. Mai 1958 in Hannover konnte der Hamburger SV die Frühwirth-Schützlinge nicht aufhalten. Mit 3:0 Toren wurde souverän die Meisterschaft erobert. „Berni“ Klodt, der pfeilschnelle und trickreiche Außenstürmer, war an diesem Tage der Wegbereiter des klaren Schalker Erfolges. „Wir hatten lange gebraucht, bis wir wieder eine Spitzenmannschaft besaßen“, erklärte Berni Klodt. „Gegen die Hamburger lief alles wie am Schnürchen. Unsere Mannschaft war mit 22,5 Jahren im Schnitt noch sehr jung. Aber sie war auch sehr hart, konnte richtig hinlangen. Das war sicherlich nicht mehr der Stil der alten Schalker Meisterelf, unsere Stärken lagen auf anderem Gebiet“. Das „Kreiseln“, das Verspieltsein in höchster Vollendung, davon hatte sich die Schalker-Mannschaft unter Trainer Frühwirth klar entfernt. Nüchterner Zweckfußball, auf der Grundlage genauer Deckungsarbeit und einer soliden konditionellen Basis, war jetzt angesagt und führte auch zum Erfolg. Aber das war nicht das Wesentliche an der Arbeit von Frühwirth in Schalke. Harald Landefeld berichtet in seinem Buch über die Oberliga West (1993) über den Arbeitsstil des Wieners folgendermaßen:

„Frühwirths Erfolge erwuchsen ebenso aus seiner menschlichen Wärme wie aus seinem fußballsportlichen Können. Er war der Erste, den ich kennen lernte, der die erst viel später in Mode gekommenen ‚Gespräche‘ mit seinen Spielern geführt hat. Er packte sich seine Jungs, unterhielt sich mit ihnen, gar nicht mal über Fußball, vielmehr über private Dinge. Er fragte und forschte mit psychologischem Geschick. Hinzu kam, dass er daran ging, sich als Trainer der Vertragsspieler auch selbst um die 18-Jährigen der A-Jugend zu kümmern und dort die Talente zu übernehmen. Heute alles selbstverständlich, damals jedoch revolutionär! So gingen die Spieler denn bald für den Mann, der ihre Sorgen so gut verstand, durchs Feuer.“

Nach dem Gewinn der Meisterschaft lief es aber nicht wie gewünscht weiter. Verletzungen (Helmut Laszig, Helmut Sadlowski), Abgänge (Hans Krämer) und die Integration von Neulingen (Hans Nowak, Heinz Hornig, Manfred Berz, Karl Loweg) konnte der Trainer nicht reibungslos auffangen, in der Oberliga musste man sich mit dem 11. Platz begnügen. Das war den Alt-Schalkern zu wenig. Da konnte auch nicht die gute Leistung im Europa-Cup gegen KB Kopenhagen, Wolverhampton Wanderers mit dem berühmten Rekordnationalspieler Billy Wright und Atlético Madrid die Gemüter am Schalker Markt beruhigen. „Wir haben lange genug Wiener Schnitzel gefressen“, soll Ernst Kuzorra gesagt haben, und „Edi“ Frühwirth wurde gekündigt.

### Karlsruher SC
Nach dem enttäuschenden 9. Rang in der Runde 1958/59 in der Oberliga Süd zog die Führung des Titelverteidigers Karlsruher SC Konsequenzen, Trainer Ludwig Janda wurde entlassen, als neuer Trainer Frühwirth verpflichtet. Die älter gewordenen Spieler Baureis, Hesse, Roth und Traub wurden ersetzt durch Horst Szymaniak, Friedl Späth und Reinhold Wischnowsky. Bernhard Termath, der Alt-Nationalspieler von Rot-Weiss Essen, wurde auf die Mittelläuferposition zurückgezogen und bildete mit den Außenläufern Heinz Ruppenstein und Szymaniak das Paradestück der neuen Mannschaft von „Edi“ Frühwirth.
Der KSC holte mit 45:15 Punkten den Titel im Süden, Offenbach und Eintracht Frankfurt folgten mit Abstand. In der Endrunde um die deutsche Meisterschaft verspielten die Badener gegen den saarländischen Außenseiter Borussia Neunkirchen ihre Chance zum Einzug in das Endspiel. Sie verloren gegen die Borussen drei Punkte, davon profitierte der Hamburger SV und zog in das Finale gegen den 1. FC Köln ein und gewann dann auch mit 3:2 die Deutsche Meisterschaft 1960. Gegen die Mannen um Uwe Seeler und Klaus Stürmer hatte der KSC drei Punkte geholt, das Format zur Finalteilnahme steckte sicherlich in den Blauen aus dem Wildpark; der unbedingte Siegeswille in den zwei Spielen gegen Neunkirchen war aber nicht im ausreichenden Maße vorhanden. Auch nach dieser Runde beendeten mit Berni Termath, Rudi Fischer und Ernst Kunkel verdiente Spieler ihre Karriere. Bei den Neulingen setzte man auf den Torhüter Manfred Paul von Ulm 46 und den Stopper Willi Rihm vom südbadischen SV Mörsch. Die Saison bestätigte mit dem dritten Rang die gute Arbeit des Trainers, es wurde aber das Jahr des 1. FC Nürnberg. Dieser holte den Titel im Süden und auch die Meisterschale des DFB. Da der KSC das DFB-Pokalendspiel am 5. Oktober 1960 in Düsseldorf gegen Borussia Mönchengladbach mit 2:3 verlor, war der Verlauf der Saison 1960/61 negativ überschattet von dem Nichteinzug in die Endrunde und dem verlorenen Pokalendspiel. Dagegen wurde das Erreichen des dritten Ranges im Süden und der Einzug im Pokal in das Finale nicht positiv registriert.
Als dann in der dritten Runde 1961/62 tatsächlich ein sportlicher Rückschritt mit dem 9. Platz zu verzeichnen war, beendete der KSC die weitere Zusammenarbeit mit Eduard Frühwirth und verpflichtete Kurt Sommerlatt zur Runde 1962/63. Das Wirken des ehemaligen Spielers von Rapid Wien ist aber auch in Karlsruhe als gelungen zu werten. Unbedingt muss die Umstrukturierung der Mannschaft berücksichtigt werden, die er in den drei Jahren in Baden vollziehen musste. Den Abschied der Pokalsieger der Jahre 1955 und 1956 (Baureis, Beck, Hesse, Fischer, Kunkel, Roth, Termath und Traub) und den Wechsel von Horst Szymaniak 1961 nach Italien zu bewerkstelligen, war ohne Leistungseinbuße einfach nicht möglich. Frühwirth hatte erfolgreich gewirkt und hinterließ beim KSC eine Mannschaft, mit der man die Neuausrichtung fortführen konnte.

### Wieder in Österreich
Anschließend ging „Edi“ wieder zurück nach Wien: die Austria verpflichtete den ehemaligen Rapid-Spieler 1962 als neuen Trainer. Tatsächlich konnte er die Erwartungen sofort erfüllen. FK Austria Wien gewann 1963 die Meisterschaft und den Pokal. Nach den zweiten Plätzen 1964 nahm er das Angebot des Verbandes an und wurde vom 20. November 1964 bis zum 13. Jänner 1967 Trainer der österreichischen Nationalmannschaft. Mit der ÖFB-Auswahl erlebte er aber in der Qualifikation zur Fußball-Weltmeisterschaft 1966 in England ein Desaster. In der Europa-Gruppe 6 hatte Österreich sich mit Ungarn und der DDR auseinanderzusetzen.
Nach vier Spielen hatte das Austria-Team 1:6 Tore und 1:7 Punkte auf seinem Konto und war damit Tabellenletzter. Stammspieler in den WM-Qualifikationsspielen waren die Torhüter Fraydl (2) und Szanwald (2), die Läufer Sturmberger (4) und Koller (3) sowie die beiden Stürmer Buzek und Viehbock mit jeweils drei Einsätzen. Von einer Teilnahme bei der Weltmeisterschaft konnte keine Rede mehr sein. Damit war auch die Mission von Trainer Frühwirth gescheitert. Berücksichtigen muss man aber die eklatante Schwäche der österreichischen Vereine in diesen Jahren. In den Europa-Cup-Wettbewerben war von 1963 bis 1966 jeweils spätestens in Runde zwei Endstation – einerlei, ob das Austria, Rapid, Admira, Linzer ASK, Grazer AK oder Wiener Neustadt war.
Von 1967 bis 1969 trainierte Frühwirth nochmals in Deutschland. Er übernahm SC Viktoria Köln in der Regionalliga West. Spitzenplätze erreichte Frühwirth nicht, aber eine Aussage des ehemaligen Spielers und späteren Präsidenten des Nachfolgevereins Preußen Köln, Winnie Pütz, über seine Person ist bezeichnend:
„Ein absoluter Ober-Psychologe, der junge Leute unheimlich gut motivieren konnte. Das war der Trainer, für den ich ab Donnerstag neun Uhr im Bett lag.“
Nach seiner abermaligen Rückkehr betreute er noch die österreichische Amateurnationalmannschaft und übernahm im Frühjahr 1970 den Trainerposten beim Erstligisten SV Wattens. Nachdem Wattens 1971 eine Spielgemeinschaft mit dem FC Wacker Innsbruck einging, wurde Frühwirth technischer Direktor dieser Mannschaft.

## Nekrolog
Am 23. Februar 1973 fuhr er mit seinem Auto in einem Schneetreiben auf der Autobahn zwischen München und Salzburg auf einen abgestellten Lastkraftwagen auf. „Edi“ Frühwirth war auf der Stelle tot. Er wurde am Ottakringer Friedhof bestattet.

## Erfolge
- 1954 Dritter bei der Fußball-Weltmeisterschaft mit der Nationalmannschaft Österreichs
- 1958 Deutscher Meister mit Schalke 04
- 1960 Süddeutscher Meister mit dem Karlsruher SC
- 1963 Österreichischer Meister und Pokalsieger mit Austria Wien
- 1955 und 1960 im DFB-Pokalfinale
- 1964 Österreich; Vizemeister 1964 und im Pokalfinale mit Austria Wien

## ÖFB-Länderspiele unter Teamchef Eduard Frühwirth
Legende
- H = Heimspiel
- A = Auswärtsspiel
- * = Spiel auf neutralem Platz
- − = kein offizielles Länderspiel
- n. V. = nach Verlängerung
- WM = Weltmeisterschaft
- EM = Europameisterschaft
- grüne Hintergrundfarbe = Sieg Österreichs
- gelbe Hintergrundfarbe = Unentschieden
- rote Hintergrundfarbe = Niederlage

### Erste Amtsperiode (5 Länderspiele) unter Teamchef Eduard Frühwirth
| Nr. | Datum      | Ergebnis | Gegner   |   | Austragungsort  | Anlass                    | Bemerkung                                                          |
| --- | ---------- | -------- | -------- | - | --------------- | ------------------------- | ------------------------------------------------------------------ |
| 206 | 18.04.1948 | 3:1      | Schweiz  | H | Wien            |                           |                                                                    |
| 207 | 02.05.1948 | 3:2      | Ungarn   | H | Wien            | Europapokal 1948–1953     |                                                                    |
| 208 | 30.05.1948 | 1:0      | Türkei   | A | Istanbul (TUR)  |                           | Erstes Länderspiel gegen die Türkei 100. Sieg in einem Länderspiel |
| 209 | 11.07.1948 | 2:3      | Schweden | A | Stockholm (SWE) |                           |                                                                    |
| 210 | 02.08.1948 | 0:3      | Schweden | * | London (ENG)    | Olympia 1948-Achtelfinale |                                                                    |

### Zweite Amtsperiode (15 Länderspiele) unter Teamchef Eduard Frühwirth
| Nr. | Datum      | Ergebnis | Gegner                          |   | Austragungsort  | Anlass                | Bemerkung                                                         |
| --- | ---------- | -------- | ------------------------------- | - | --------------- | --------------------- | ----------------------------------------------------------------- |
| 328 | 24.03.1965 | 2:1      | Frankreich                      | A | Paris (FRA)     |                       |                                                                   |
| 329 | 25.04.1965 | 1:1      | Deutsche Demokratische Republik | H | Wien            | WM 1966-Qualifikation | Erstes Länderspiel gegen die DDR                                  |
| 330 | 16.05.1965 | 0:0      | Sowjetunion                     | A | Moskau (URS)    |                       |                                                                   |
| 331 | 13.06.1965 | 0:1      | Ungarn                          | H | Wien            | WM 1966-Qualifikation |                                                                   |
| 332 | 05.09.1965 | 0:3      | Ungarn                          | A | Budapest (HUN)  | WM 1966-Qualifikation |                                                                   |
| 333 | 09.10.1965 | 1:4      | Deutschland                     | A | Stuttgart (GER) |                       |                                                                   |
| 334 | 20.10.1965 | 3:2      | England                         | A | London (ENG)    |                       | Zwei Tore erzielte „Wembley-Toni“ Toni Fritsch                    |
| 335 | 31.10.1965 | 0:1      | Deutsche Demokratische Republik | A | Leipzig (DDR)   | WM 1966-Qualifikation | Österreich verpasst als Gruppendritter den Sprung zur WM-Endrunde |
| 336 | 24.04.1966 | 0:1      | Sowjetunion                     | H | Wien            |                       |                                                                   |
| 337 | 22.05.1966 | 1:0      | Irland                          | H | Wien            |                       |                                                                   |
| 338 | 18.06.1966 | 0:1      | Italien                         | A | Mailand (ITA)   |                       |                                                                   |
| 339 | 18.09.1966 | 2:1      | Niederlande                     | H | Wien            |                       |                                                                   |
| 340 | 02.10.1966 | 0:0      | Finnland                        | A | Helsinki (FIN)  | EM 1968-Qualifikation |                                                                   |
| 341 | 05.10.1966 | 1:4      | Schweden                        | A | Stockholm (SWE) |                       |                                                                   |
| 342 | 30.10.1966 | 1:3      | Ungarn                          | A | Budapest (HUN)  |                       |                                                                   |